# Objektivitetsregeln
Med objektivitetsregeln avses den paragraf i rättegångsbalken som säger att åklagaren är skyldig att ta tillvara de omständigheter och bevis som talar för den misstänktes oskyldighet så väl som till den misstänktes skyldighet till brott.